# Undergravende virksomhed
Undergravende virksomhed (en: subversion) er en handling der er underminerende for loyalitet, moral og/eller disciplin.
Alle bevidste handlinger der søger at undergrave eksempelvis et lands regering eller et lands forsvar og som ikke falder inden for kategorierne forræderi, sedition, terrorisme, spionage eller sabotage benævnes subversion.
| Politik | Spire Denne artikel om politik og ideologi er en spire som bør udbygges. Du er velkommen til at hjælpe Wikipedia ved at udvide den. |